# Ximena Romo
Ximena Romo (Ciudad de México, 14 de abril de 1990) es una actriz de cine y televisión mexicana.

## Biografía
Ximena es egresada de la CasAzul Artes Escénicas Argos.
Ximena debutó en el cine el año 2008, de la mano de Geyrardo Naranjo en la película Voy a explotar, un drama en el que interpretó el papel de Lucía. Posteriormente la veríamos dando vida al personaje de María en Oveja negra (2009), del director Humberto Hinojosa Ozcariz. Su siguiente película sería 'Amaneceres oxidados' (2010), dirigida por Diego Cohen, y donde trabajó junto a actores como Armando Hernández, Catalina López, Ari Brickman o Alan Chávez. Fue coproductora del cortometraje El retrete de Elenna (2010). La veríamos luego en la serie Soy tu fan, protagonizada por Ana Claudia Talancón, y donde Ximena interpretó a Mila.
Posteriormente se la pudo ver en Alguien más (2013). En el 2014 Televisa le da la oportunidad por primera vez en una telenovela e interpreta a la antagonista principal, la malvada y caprichosa Nora Gaxiola Murillo en El color de la pasión, llenando la expectativa de todos los televidentes, donde compartió protagonismo con actores como Esmeralda Pimentel, René Strickler, Erick Elías, Claudia Ramírez y Eugenia Cauduro. También ha participado en el cortometraje Ficción, de Juan Pablo Villavicencio Borges y en la película Gloria de  Christian Keller como Aline Hernández.

## Filmografía

### Televisión
| Año       | Título                        | Personaje                    | Notas                 |
| --------- | ----------------------------- | ---------------------------- | --------------------- |
| 2023      | Los artistas: primeros trazos | Cata                         |                       |
| 2022      | María Félix: La Doña          | María (joven)                | Participación estelar |
| 2022-2024 | Señorita 89                   | Elena                        | Protagonista          |
| 2016      | Yago                          | Ámbar Madrigal               | Participación estelar |
| 2014      | El color de la pasión         | Nora Gaxiola Murillo         | Antagonista           |
| 2013-2014 | Dos Lunas                     | Soledad, Luna García (Joven) | Protagonista          |
| 2013      | Alguien más                   | Laura                        | Participación estelar |
| 2011      | Soy tu fan                    | Mila                         | Participación estelar |

### Cine
| Año  | Película                           | Rol             |
| ---- | ---------------------------------- | --------------- |
| 2021 | La diosa del asfalto               | Max             |
| 2021 | Dime cuando tú                     | Dani            |
| 2019 | Esto no es Berlín                  | Rita            |
| 2019 | Como si fuera la primera vez       | Lucía "Luci"    |
| 2019 | Mentada de padre                   | Rosa            |
| 2017 | Fiebre                             | Romina          |
| 2017 | Todos queremos a alguien           | Lily Álvarez    |
| 2016 | La vida inmoral de la pareja ideal | Martina (joven) |
| 2014 | Gloria                             | Aline           |
| 2014 | Mio                                |                 |
| 2013 | Ficción                            | Novia           |
| 2010 | Amaneceres oxidados                | Andrea          |
| 2010 | El retrete de Elena                | Productora      |
| 2009 | Oveja negra                        | María           |
| 2008 | Voy a explotar                     | Lucía           |